# Aldo Patriciello

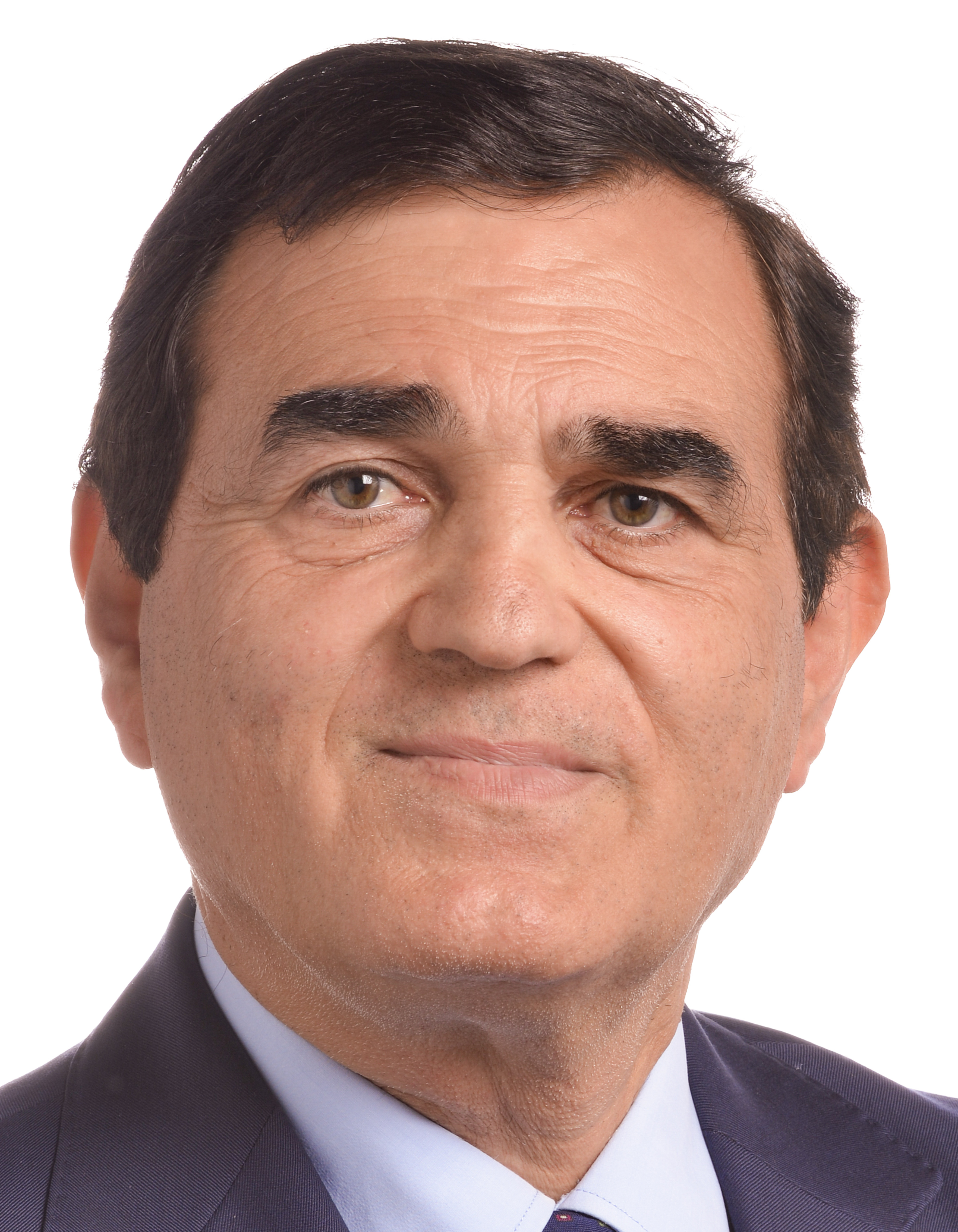
Aldo Patriciello, 2019

Aldo Patriciello (* 27. September 1957 in Venafro, Provinz Isernia) ist ein italienischer Politiker (UDC, PdL, FI, Lega). Er ist seit 2006 Mitglied des Europäischen Parlaments.

## Leben
Seit 1976 ist Patriciello als Vermessungstechniker in Italien tätig. Er begann seine politische Karriere als Mitglied der Democrazia Cristiana (DC) in der Kommunalpolitik seiner Heimatstadt Venafro in der Region Molise. Dort amtierte er als Beigeordneter für öffentliche Arbeiten, stellvertretender Bürgermeister und Gemeinderat. Nach dem Zerfall der DC gehörte Patriciello zunächst der Partito Popolare Italiano (PPI) an.
Er wurde 1995 in den Regionalrat von Molise gewählt und war von 1997 bis 1999 Beigeordneter in der Regionalregierung, die vom Mitte-links-Bündnis L’Ulivo gestellt wurde. Im Februar 1998 sprach eine Gruppe von PPI-Abgeordneten im Regionalrat, darunter Patriciello und Angelo Michele Iorio der Regionalregierung von Marcello Veneziale das Misstrauen aus. Dafür wurden sie aus der PPI ausgeschlossen. Im November 1998 wurde Iorio, der zu Forza Italia übergetreten war, mit den Stimmen des Mitte-rechts-Lagers zum neuen Regionalpräsidenten gewählt, Patriciello wurde sein Stellvertreter. Zur Regionalwahl 2000 wurde Patriciello über die Forza-Italia-Liste in den Regionalrat gewählt und wurde dessen Vizepräsident.
2001 trat Patriciello der christdemokratischen Kleinpartei Democrazia Europea bei und wurde deren Regionalsekretär in Molise. Bei der Wiederholung der Regionalwahl im November 2001 erhielt DE 12,8 % und Patriciello zog erneut in das Regionalparlament ein. In der zweiten Regionalregierung Michele Iorios war Patriciello bis 2006 erneut stellvertretender Präsident sowie Beigeordneter für Industrie und Landwirtschaft. Die DE ging Ende 2002 in der Unione dei Democratici Cristiani e Democratici di Centro (UDC) auf, deren Regionalsekretariat und nationalem Vorstand Patriciello anschließend angehörte.
Im Mai 2006 rückte Patriciello für den ausgeschiedenen UDC-Vorsitzenden Lorenzo Cesa 2006 ins Europäische Parlament nach. Dort gehört er der Fraktion der Europäischen Volkspartei (EVP) an. Anfang des Jahres 2008 wurde er wegen illegaler Finanzierung zu vier Monate Freiheitsentzug verurteilt, aber nie verhaftet. Im Juni 2008 wechselte er von der UDC zu Forza Italia, die im Jahr darauf in der Mitte-rechts-Sammelpartei Il Popolo della Libertà (PdL) aufging. Patriciello gehörte dem Haushaltskontrollausschuss und dem Ausschusses für Industrie, Forschung und Energie an, von Juni 2008 bis Juli 2009 war er dessen stellvertretender Vorsitzender.
Nach seiner Wiederwahl über die PdL-Liste bei der Europawahl 2009 war er zusätzlich Delegierter für die Beziehungen zu Albanien, Bosnien und Herzegowina, Serbien, Montenegro sowie Kosovo. Seit der Spaltung der PdL gehörte er wieder der Partei Forza Italia an. Bei den Europawahlen 2014 und 2019 wurde er jeweils für eine weitere Legislaturperiode bestätigt. Er gehört nun dem Ausschuss für Industrie, Forschung und Energie sowie der Delegation für die Beziehungen zu Indien an. Ende Januar 2024 trat er aus Forza Italia aus und der Lega bei.